# بيئة معلومات
بيئة المعلومات هي تطبيق المفاهيم البيئية لنمذجة مجتمع المعلومات. وهذا التطبيق يأخذ في الاعتبار ديناميكيات وخصائص بيئة المعلومات الرقمية المتزايدة الكثافة والمعقدة والهامة. غالبًا ما يتم استخدام "بيئة المعلومات" كاستعارة، حيث يتم عرض مساحة المعلومات كنظام بيئي، الذي هو النظام البيئي للمعلومات .
ترتبط بيئة المعلومات أيضًا بمفهوم الذكاء الجماعي وبيئة المعرفة (Pór 2000). استخدم إدي وآخرون (2014) بيئة المعلومات لتكامل السياسات العلمية في الإدارة القائمة على النظم الإيكولوجية (Ecosystem-Based Management EBM).

## اقتصاد المعلومات الشبكي
في ثروة الشبكات: كيف يحول الإنتاج الاجتماعي الأسواق والحرية، وهو كتاب نُشر عام 2006 ومتاح بموجب ترخيص المشاع الإبداعي على مساحة الويكي الخاصة به، ويقدم يوشاي بنكلر إطارًا تحليليًا لظهور اقتصاد المعلومات الشبكي الذي يجذب بتعمق في لغة ووجهات نظر بيئة المعلومات جنبًا إلى جنب مع الملاحظات والتحليلات لأمثلة عالية الوضوح لعمليات إنتاج الأقران الناجحة، مستشهدًا بويكيبيديا كمثال رئيسي.
قام كل من Bonnie Nardi و Vicki O'Day في كتابهما "بيئة المعلومات: استخدام التكنولوجيا من القلب" (Nardi & O’Day 1999) بتطبيق استعارة علم البيئة على البيئات المحلية، مثل المكتبات والمدارس، بدلاً من الاستعارات الأكثر شيوعًا للتكنولوجيا كأداة أو نص أو نظام.

## في مجالات/تخصصات مختلفة

### الأنثروبولوجيا
يمثل كتاب ناردي وأوداي أول معالجة محددة لبيئة المعلومات من قبل علماء الأنثروبولوجيا. يضع كوتشكا المعلومات ضمن المعرفة الموزعة اجتماعيًا للأنظمة الثقافية. ويستخدم كازاغراندي وبيترز بيئة المعلومات في النقد الأنثروبولوجي لسياسة المياه في جنوب غرب الولايات المتحدة. كما نشر ستيب (1999) نشرة للدراسة الأنثروبولوجية لبيئة المعلومات.

### إدارة المعرفة
تم استخدام بيئة المعلومات كعنوان كتاب من قبل توماس دافنبورت ولورنس بروساك (Davenport & Prusak 1997)، مع التركيز على الأبعاد التنظيمية لبيئة المعلومات. كان هناك أيضاً مشروع بحث أكاديمي في المركز يسمى بيئة المعلومات، ويهتم بأنظمة المعلومات الموزعة والمجتمعات عبر الإنترنت.

### قانون
تمثل كليات الحقوق مجالًا آخر حيث تكتسب العبارة قبولًا متزايدًا، على سبيل المثال مؤتمر كلية الحقوق بجامعة نيويورك نحو بيئة معلوماتية مجانية وسلسلة محاضرات حول بيئة المعلومات في مركز كلية الحقوق بجامعة ديوك لدراسة الملك العام.

### علوم المكتبات
شهد مجال علم المكتبات اعتمادًا كبيرًا لهذا المصطلح، وقد وصف ناردي وأوداي أمناء المكتبات بأنهم "نوع أساسي في بيئة المعلومات"، وتتراوح الإشارات إلى بيئة المعلومات في مناطق بعيدة مثل الخدمة المرجعية الرقمية التعاونية لمكتبة الكونجرس، لمدير قاعدة بيانات مكتبة الأطفال في روسيا.

### تكامل العلوم والسياسات (SPI) / الإدارة القائمة على النظم البيئية (EBM)
إستخدم إدي وآخرون (2014) مبادئ بيئة المعلومات لتطوير إطار لدمج المعلومات العلمية في عملية صنع القرار في الإدارة القائمة على النظام البيئي (EBM). باستخدام استعارة لكيفية تكيف الأنواع مع التغيرات البيئية من خلال معالجة المعلومات، عملوا على تطوير نموذج ثلاثي المستويات يميز بين المستويات الأولية والثانوية والثالثية لمعالجة المعلومات، في كل من المجالات التقنية والبشرية.

## ملحوظات
- Barlow، John Perry (1994). "The Economy of Ideas: Selling Wine Without Bottles on the Global Net". Wired. March. ج. 1994. مؤرشف من الأصل في 2024-01-14.
- Capurro، Rafael (1990). "Towards an Information Ecology". Irene Wormell (Ed.): Information and Quality. London: Taylor Graham. ص. 122–139, 288.
- Davenport، Thomas H.؛ Prusak، Laurence (1997). Information Ecology. Oxford University Press. ص. 288. ISBN:978-0-19-511168-2.
- Eddy, B. G., B. Hearn, J. E. Luther, M. Van Zyll de Jong, W. Bowers, R. Parsons, D. Piercey, G. Strickland, and B. Wheeler. 2014. An information ecology approach to science–policy integration in adaptive management of social-ecological systems. Ecology and Society 19(3): 40. https://dx.doi.org/10.5751/ES-06752-190340.
- Finin، Tim؛ Joshi، Anupam؛ Kolari، Pranam؛ Java، Akshay؛ Kale، Anubav؛ Krandikar، Amit (2007). "The Information ecology of social media and online communities". AI Magazine. ج. 28 ع. 3: 77–92. مؤرشف من الأصل في 2023-10-02.
- Malhotra، Yogesh (1999). "Knowledge Management for Organizational White Waters: An Ecological Framework". Knowledge Management. ج. 2 ع. 6: 18–21. مؤرشف من الأصل في 2023-03-03.
- Nardi، Bonnie؛ O’Day، Vicki (1999). Information Ecology: Using Technology with Heart. Cambridge: MIT Press. ص. 288. مؤرشف من الأصل في 2010-08-09. اطلع عليه بتاريخ 2009-09-07.
- Pór، G. (2000). "Nurturing Systemic Wisdom through Knowledge Ecology" (PDF). The Systems Thinker. ج. 11 ع. 8: 1–5. مؤرشف من الأصل (PDF) في 2011-10-05. اطلع عليه بتاريخ 2009-09-07.
- Soylu، Ahmet؛ De Causmaecker، Patrick؛ Wild، Fridolin (2010). "Ubiquitous Web for Ubiquitous Computing Environments: The Role of Embedded Semantics". Journal of Mobile Multimedia. ج. 6 ع. 1: 26–48. مؤرشف من الأصل في 2024-01-20.
- Seely Brown، John؛ Duguid، Paul (2000). The Social Life of Information. Harvard Business School Press.